# Leymus multiflorus
Leymus multiflorus là một loài thực vật có hoa trong họ Hòa thảo. Loài này được (Gould) Barkworth & R.J.Atkins mô tả khoa học đầu tiên năm 1984.